# 吕士安
吕士安（？—1064年），出自漷阴（今北京市通州区漷县镇）吕氏，辽朝官员，吕德方次子。

## 生平
辽兴宗重熙七年（1038年）吕士安中进士。历任秘书省校书郎、燕京留守祗候官、锦州永乐县令、枢密院书令史、兵房令史、积庆宫彰愍宫都部署司判官、兴中府推官、太子中舍人、知析津府安次县事、殿中丞、奚王府判官、燕京宣徽判官、尚书水部员外郎、临海军节度副使、三司都勾判官、上京留守判官、太府少卿、知武定军节度、右谏议大夫、知御史中丞、加崇禄大夫，行左散骑常侍，以本官知析津少尹，特封东平县开国男、食邑三百户。辽道宗清宁十年（1064年）去世。

## 家族
- 曾祖：吕胤
  - 祖父：吕密，赠太子洗马
    - 父：吕德方，吕密次子，儒顺二州刺史、检校司空
      - 吕士安
      - 嫡妻：陇右李氏，度支判官李可象之女
      - 继室（第二任妻）：韩氏，韩延徽五代女孙、韩绍文之女
      - 继室（第三任妻）：赵氏，封天水郡夫人
        - 长子：吕嗣孙，韩氏所生，早亡
        - 次子：吕嗣儒，赵氏所生，未仕
        - 三子：吕嗣延，安德州中京内省判官、丰应二州观察判官、中京留守推官、溧河遵化二县令。仕金后，担任西京盐铁判官、殿中侍御史、太常少卿
          - 孙：吕岩，吕嗣延长子，信武将军、燕都仓使
          - 孙：吕介石，吕嗣延次子，中宪大夫、安州刺史
            - 曾孙：吕忠节，吕嗣延长孙，保义校尉、卫州酒使
            - 曾孙：吕忠卫，吕嗣延次孙，忠显校尉、监中都醋使司
            - 曾孙：吕忠美，吕嗣延三孙，修武校尉、酒房都监
            - 曾孙：吕忠敏，吕介石之子、吕嗣延四孙，宛平、膠水主簿、枹罕令、尚书省令史、刑部主事、同知顺天军节度使事、南京路转运副使、朝散大夫、尚书刑部员外郎
              - 玄孙：吕适，吕忠敏长子、吕嗣延长曾孙，武义将军
              - 玄孙：吕邈，吕忠敏次子、吕嗣延次曾孙，武义将军
              - 玄孙：吕过，吕忠敏三子、吕嗣延四曾孙，保义校尉
                - 吕仲熊，吕忠敏长孙，补太学生
                - 吕仲麟，吕忠敏次孙，同监景州醋

            - 曾孙：吕忠翰，吕嗣延五孙，翰林直学士、莫州刺史
            - 曾孙：吕忠彦，吕嗣延六孙，武略将军、灵石尉
            - 曾孙：吕忠一，吕嗣延七孙，进义校尉
              - 玄孙：吕通，吕嗣延三曾孙，未仕
              - 玄孙：吕迈，吕嗣延五曾孙，未仕
              - 玄孙：吕造，吕嗣延六曾孙，承务郎前应奉翰林文字、同知制诰、翰林侍制
              - 玄孙：吕述，吕嗣延七曾孙，未仕
              - 玄孙：吕瀛寿，吕嗣延八曾孙，未仕[3]